# Troupes de chars ukrainiens
Les troupes de chars ukrainiens (en ukrainien : Танкові війська України, littéralement les « troupes de tanks d'Ukraine ») sont la composante blindée lourde des Troupes terrestres des Forces armées de l'Ukraine et sa principale force de frappe. Elles sont essentiellement composées d'unités de chars, épaulées par d'autres unités sur véhicules blindés, pour mener les principales opérations militaires :
- en défense, en soutien direct des grandes unités d'infanterie mécanisées pour repousser une offensive adverse et lancer des contre-attaques ;
- en offensif, pour développer les percées et mener des opérations en profondeur.

Ces unités sont engagées lors de l'invasion de l'Ukraine par la Russie.

## Organisation

Symbole type OTAN utilisé pour une brigade de chars.

Une brigade de chars (танкова бригада, abrégé en ТБр : un peu plus de 2 000 hommes) est théoriquement composée de trois bataillons de chars, un bataillon mécanisé (520 hommes sur 40 BMP) (véhicules de combat d'infanterie), un groupe d'artillerie de brigade (à deux « divisions » d'obusiers automoteurs et une division de lance-roquettes multiples), un bataillon antiaérien, une compagnie de reconnaissance, une compagnie de tireurs d'élite, un bataillon du génie, un bataillon de maintenance, un bataillon de logistique, une compagnie de guerre électronique, une de transmissions, une de radar, une de protection NBC (РХБ), une médicale et un peloton de protection du QG de brigade.
Un bataillon de chars est à trois compagnies de chars (soit 40 chars, en comprenant celui du commandant, ainsi que 314 hommes), un peloton de reconnaissance (sur un BRM-1K et deux BMP-2), un antiaérien (avec neuf missiles Igla portés sur trois BMP), un du génie, un de transmissions, une unité médicale, une compagnie de support (entretien et réparation : 14 camions et une dépanneuse blindée). En fonction des missions, la brigade peut renforcer chacun de ses bataillons avec une compagnie mécanisée et un bataillon d'artillerie automotrice pour former un groupe tactique.
Une compagnie de chars est articulée en trois pelotons (soit un total de 13 chars, en comptant celui du capitaine), chaque peloton comporte quatre chars (avec trois hommes par char).

### Liste des unités en 2023
En mai 2023, en plus des bataillons de chars affectés chacun à une brigade mécanisée, il existe quatre à six brigades de chars (en fait de grandes unités interarmes, pas composées uniquement de chars) et un bataillon séparé :
- 1re brigade de chars, à Hontcharivske[4] dans l'oblast de Tchernihiv ;
- 3e brigade de chars (ex-réserve), formée en 2016 à Iarmolyntsi[5],[6] dans l'oblast de Khmelnytskyï ;
- 4e brigade de chars (ex-réserve), formée en 2017 à Hontcharivske[7] ;
- 5e brigade de chars (ex-réserve, probablement inactive[8]), formée en 2016[9] ;
- 14e brigade de chars (réserve, probablement inactive), formée en 2015[10] ;
- 17e brigade de chars, à Kryvyï Rih[11] dans l'oblast de Dnipropetrovsk ;
- 12e bataillon de chars (it), à Honcharivske.

### Formations dissoutes
- 17e division de chars de la Garde[12],[13] réformée en 17e brigade de chars en 2003
- 23e division d'entraînement de chars, dissoute, 6065e base de stockage depuis 1987[13]
- 30e division de chars de la Garde[13], reformée en tant que 30e brigade de chars, réformée une seconde fois en 30e brigade mécanisée en 2004
- 41e division de chars de la Garde, dissoute, 5193e base de stockage depuis 1989[12],[13]
- 42e division de chars de la Garde, dissoute, 5359e base de stockage depuis 1990[12],[13]
- 48e division d'entraînement de chars de la Garde, réformée en 169e centre de formation de district[12],[13]
- 117e division de chars de la Garde, réformée en 119e centre de formation de district[13]

## Matériels
Les « unités de chars » ont besoin en plus des chars de combat de nombreux autres véhicules, tels que dépanneuses blindées, camions et voitures. Dans l'Armée ukrainienne, leur équipement principal est constitué avant 2022 de plusieurs centaines de T-64BV (et T-64BM Boulat), complétés avec une centaine de T-80U et quelques T-84 : il s'agit d'engins hérités de la période soviétique, plus ou moins modernisés. Les premiers mois de l'invasion de l'Ukraine par la Russie permettent aux Ukrainiens de mettre la main sur des centaines de chars russes abandonnés, souvent encore opérationnels, au minimum 300 T-72B3, 148 T-80U et quelques T-90.
Selon le site Oryx, en réponse à la demande de son président auprès des autres États, l'Ukraine a reçu entre le printemps 2022 et l'été 2023 :
- 250 T-72M & T-72M1(R) polonais ;
- 90 T-72EA tchèques, achetés par les Pays-Bas et les États-Unis ;
- 31 T-72A macédoniens ;
- ~50 T-72M1 tchèques ;
- 16 T-72M1 et 11 T-72EA tchèques (achetés par l'Ukraine fin 2022) ;
- 14 T-72M1 tchèques (échangés dans le cadre du programme allemand Ringtausch) ;
- des T-72M1 bulgares (achetés par la Tchéquie) ;
- 60 PT-91 Twardy (des T-72M1) polonais ;
- 28 M-55S slovènes (des T-55 modifiés, échangés dans le cadre du programme Ringtausch) ;
- 20 Leopard 1A5 allemands ;
- 33 (sur un total de 135) Leopard 1A5 allemands (achetés par les Pays-Bas et le Danemark) ;
- 14 Leopard 2A4 allemands (achetés par les Pays-Bas et le Danemark) ;
- 14 Leopard 2A4 polonais ;
- 10 Leopard 2A4 espagnols ;
- 8 Leopard 2A4 norvégiens ;
- 8 Leopard 2A4 canadiens ;
- 10 Strv 122 (des Leopard 2A5) suédois ;
- 18 Leopard 2A6 allemands ;
- 3 Leopard 2A6 portugais ;
- 14 Challenger 2 britanniques[16] ;
- 31 Abrams M1A1 américains (promis en mai, livrés en septembre).

Ces livraisons ont permis de compenser les pertes matérielles (au moins 648 chars, de février 2022 à septembre 2023 selon Oryx) et d'équiper de nouvelles unités, mais ont eu comme conséquence une grande variété de modèles, ce qui complique l'entretien, la formation et l'approvisionnement en pièces détachées.